# فرنتس کازینتسی
فِرِنتس کازینتسی (مجاری: Kazinczy Ferenc؛ زادهٔ ۲۷ اکتبر ۱۷۵۹ در اِرشِمیِن – درگذشتهٔ ۲۳ اوت ۱۸۳۱ در سِپهالوم) نویسنده، شاعر، چهره برجستهٔ اصلاح‌طلب زبان، از بنیانگذاران فرهنگی دوران اصلاحات مجارستان و عضو فرهنگستان علوم مجارستان بود. او با فعالیت‌های خود به عنوان مبتکر زبان و سازمان‌دهنده ادبیات، در دهه‌های قبل از اصلاحات به اعتلای ملی و استقلال کمک شایانی کرد. او با ابداع و احیای هزاران کلمه اصلاحات گستردهٔ زبان را در قرن نوزدهم رقم زد، و امکان پیشرفت علمی همگام برای زبان مجاری را فراهم کرد؛ بدینسان در سال ۱۸۴۴ مجاری به زبان رسمی تبدیل شد. 

## یادداشت
1. ↑  Șimian، اکنون شهرستان بیهور، رومانی